# 맥퍼슨 스트럿 식 서스펜션

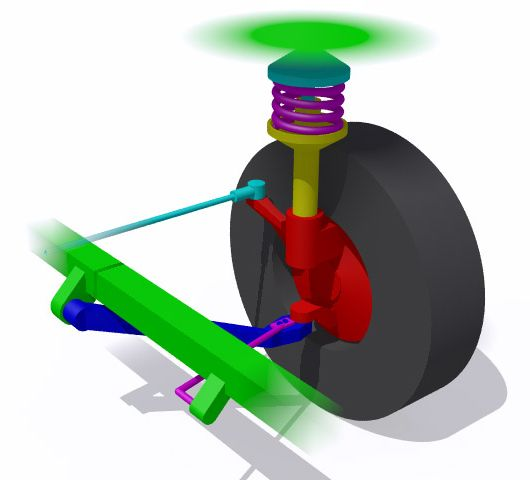
맥퍼슨 스트럿 서스펜션의 모식도
(그림은 후륜구동 차량의 좌측 앞바퀴를 기준)
빨간 부분 = steering knuckle / hub carrier
파란 부분 = lower control arm / track control arm
연한 파랑 부분 = steering gear tie rod
아래 보라 부분 = Radius rod
위 보라 부분 = coil spring
노란 부분 = tubular housing containing shock absorber or damper

맥퍼슨 스트럿 식 서스펜션은 서스펜션 방식의 일종으로, 텔레스코픽 쇼크 업소버 자체를 현가장치로, 거기에 스프링(용수철)과 차륜을 단 구조로 되어 있다. 고안자인 맥퍼슨(Earle S. MacPherson)의 이름을 따 맥퍼슨 스트럿(MacPherson Strut)식이라 불리며, 단순히 스트럿 식 서스펜션이라고도 한다.
간결하고 컴팩트한 구조가 장점이며, 가격이 저렴하여 자동차용 독립 현가 장치로서는 1970년대 이후 세계적으로 가장 많이 이용되고 있다.

## 개요
이 방식의 구조는 앞서 서술한 대로 완충기에 스프링과 차륜을 붙인 것이며, 이것을 '스트럿'이라 부르지만, 그것만으로는 차축의 위치 결정을 할 수 없기 때문에 차축측(아래쪽)에 로워 암(트랜스 버스 링크)를 달아 차체에 고정시킨다.
이 방식은 전륜과 후륜 모두에 이용할 수 있지만, 후륜용의 경우 로워 암의 전후폭을 넓게 하거나 2병렬 구조로 된 경우가 많다(패러렐 링크 식). 이는, 후륜에는 조타용 지지봉이 없기 때문에, 차체와 허브측 각각 1점씩만 지지한 경우 연직축 주위의 모멘트에 저항하지 못하므로, 2점 지지가 필요하게 되기 때문이다. 지지축에 경사를 줘 스트로크 시 토우 각 변화를 발생시켜, 이것을 적극적으로 조종 특성에 이용할 수도 있다.
또, 일반 차량에 많이 채용되는 스트럿 식은 더블 위시본 식과 같이 지오메트리 변경이 용이하지 않지만, 상대적으로 적은 부품들로 구성되므로 비용 저감이 용이하여 대량 생산 차량 전용 서스펜션 형식이라고 할 수 있다.

### 특징

#### 장점
이 방식의 특징은, 다른 방식에 비해 스트로크를 크게 설정할 수 있으며 공간 효율이 뛰어나고 가벼우며 비용이 저렴한 것이다. 또, 후륜의 경우 횡력에 의한 타이어의 토우 각 변화를 적극적으로 사용하여 타이어의 그립을 향상시킬 수 있다. 게다가 바디 측의 설치점이 더블 위시본 식에 비해 상하 방향으로 분산되어 있어 바디에 작용하는 힘이 작다. 주로 중형 이하의 승용차에 많이 이용되며, 광산이나 조성 현장의 초대형 덤프 트럭의 전륜에도 채용된 사례가 있다.

#### 단점
더블 위시본 서스펜션의 경우 코너링 중에 걸리는 힘은 서스펜션 암에만 작용하지만, 스트럿 식의 경우 스트럿 자체가 힘을 받아 휘어 변형되는 점이 단점이 된다. 이에 따라, 코너링 중 쇼크 업소버의 움직임이 구속되어 버려 부드럽게 스트로크하지 않게 된다. 이 힘을 상쇄시키기 위해, 코일 스프링과 쇼크 업소버의 축선을 기울이거나 오프셋 시키고 있는 타입이 주류다.
다른 단점들은 다음과 같다.
- 서스펜션이 가라앉았을 때에 발생하는 캠버 변화를 임의로 설정하기 어렵다.
- 스트럿 위쪽 설치 부분이 타워라 불리는 형상이 되는데, 서스펜션 강성을 확보하기 위해서는 타워를 굵게 하지 않을 수 없기 때문에 엔진 룸이나 캐빈, 짐칸의 공간을 크게 차지하는 경우가 있다.

#### 더블 위시본식 서스펜션과의 관계
학문적으로는 더블 위시본 식의 변형이라고 할 수 있다. 즉, 스트럿의 바디 측 설치점을 포함한 스트럿의 경사면이, 더블 위시본식 서스펜션의 어퍼 암 길이를 무한대로 한 것과 등가다. 따라서 스트럿 식 서스펜션의 지오메트리 설정의 자유도는 고무 부시의 변형을 뺀 로워 암의 길이와 각도로 정해진다.

## 역사
원형은 1940년대 미국의 자동차 기술자 얼 맥퍼슨(Earl Steele MacPherson, 1891-1960)에 의해 고안되었다.
맥퍼슨은 이 간단한 서스펜션을 고안할 당시 제너럴 모터스(GM)에서 일하고 있었지만, GM에서는 이미 실적이 있는 더블 위시본 식 독립 현가 장치를 신뢰하여 맥퍼슨의 제안을 고려하지 않았다. 이것에는, 초기 독립 현가 방식 중 하나인 듀보네 독립 현가를 '소형차에 알맞은 방식'이라고 판단하여 1934년형 쉐보레의 전륜에 채용한 결과, 대실패로 끝났다는 씁쓸한 경험이 영향을 주고 있었다는 이야기도 있다.
GM의 냉담함에 불만을 품은 맥퍼슨은, GM를 떠나 경쟁 메이커인 포드에 이 아이디어를 가지고 왔다. 포드도 이 새로운 방식의 서스펜션을 미국 본국의 대형차에 사용하는 것에 주저했지만, 컴팩트한 구조가 소형차에 적절하다고 판단하여 자회사인 영국의 브리티시 포드의 신형 차량에 이것을 도입하기로 했다.
모던하고 기능적인 플래시 사이드 바디와 신형 엔진에 더해, 전륜 독립 현가 장치로 맥퍼슨 스트럿을 채용한 브리티시 포드의 1500 cc 살롱 '콘설(Consul/MK1)'이 발표된 것은 1950년이다. 보수성이 강한 영국제 살롱 중에서는 혁명적이었던 콘설의 메커니즘 중에서도, 그 간결하고 컴팩트한 전륜 독립 현가는, 위시본 식 독립 현가 장치가 다수를 차지하고 있던 1950년대 초의 자동차계에 큰 임팩트를 주었다.
이 방식은 이윽고 유럽의 다른 메이커에도 소형차를 중심으로 퍼져 갔다. 1960년대 이후 횡치 엔진 방식의 전륜(前輪) 구동 차량이 각국에서 개발되기 시작하자, 공간을 절약할 수 있는 스트럿 식 독립 현가 장치의 보급에도 박차가 걸렸다.
전륜구동 방식이 승용차의 주류 구동 방식인 요즘은, 특별한 이유가 없는 한 많은 중형 이하의 승용차가 프런트 서스펜션에 스트럿 식을 채용하고 있다.

## 같이 보기
- 서스펜션
  - 독립현가
    - 스트럿 식 서스펜션
      - 슈퍼 스트럿 식 서스펜션

    - 트레일링 암 식 서스펜션
      - 세미 트레일링 암 식 서스펜션

    - 더블 위시본 식 서스펜션
    - 멀티링크 식 서스펜션

  - 차축현가 (고정차축)
    - 드 디옹 식 서스펜션
    - 리프 식 서스펜션
    - 링크 식 서스펜션

  - 기타
    - 토션 빔 식 서스펜션

- 스프링
  - 에어스프링
  - 하이드로뉴매틱
  - 토션바 스프링